# Südstadion
Le Südstadion est un stade de football situé à Cologne (Allemagne). Le stade, construit en 1978, possède une capacité de 14 800 places.
Le SC Fortuna Cologne est l'équipe résidente du stade.
Depuis la saison 2015/2016 le stade est également utilisé occasionnellement par l'équipe féminine du 1.FC Cologne